# Косса (Саксония)
Косса (нем. Kossa) — посёлок в Германии, в земле Саксония. 
Подчинён административному округу Лейпциг. Входит в состав района Северная Саксония и коммуны Лаусиг. Население 2485 чел. Занимает площадь 73,55 км².